# スールパドゥマ
スールパドゥマとはアスラ神族の名である。

## 解説
イドゥンバンの兄にあたる。スールパドゥマはスカンダ（ムルガン）と戦うも敗北しタミルナードゥ州ティルチェンドゥール海岸まで追い詰められた。追い詰められたスールパドゥマはマンゴーの樹に変身した。ムルガンはヴェール(vēl)という槍に似た武器で真っ二つにマンゴーの樹を引き裂いた。すると、裂けたマンゴーの樹の片方が雄鶏となりもう片方が孔雀となった。スカンダ（ムルガン）は雄鶏と孔雀を手なずけ、以来雄鶏はスカンダ（ムルガン）の旗に、孔雀はスカンダ（ムルガン）の乗り物となった。スカンダ（ムルガン）奉納者はイドゥンバンの持ち物である天秤棒を担ぎさらに孔雀の羽飾りをつけてスールパドゥマにもなりきるのである。